# Zawady (województwo lubelskie)
Zawady – wieś w Polsce położona w województwie lubelskim, w powiecie tomaszowskim, w gminie Jarczów.
W latach 1975–1998 miejscowość należała administracyjnie do województwa zamojskiego.
Wieś jest sołectwem w gminie Jarczów. Według Narodowego Spisu Powszechnego z roku 2011 wieś liczyła 147 mieszkańców.}.
Wierni Kościoła rzymskokatolickiego należą do parafii św. Stanisława w Jarczowie.

## Historia
Dawna nazwa wsi to Wola Chodywanieckia, powstała w roku 1472 na gruntach chodywanieckich rodziny Małdrzyków herbu Wąż. W wieku XVI wieś była w posiadaniu Marcinowskich, następnie jak cale dobra Chodywańce – Średzińskich.